# Терек (Дагестан)
Терек — упразднённое село в Цумадинском районе Дагестана Российской Федерации. Входило в состав сельского поселения Шавинский сельсовет. Упразднено после 2007 года, включено в состав села Аркаскент.

## Географическое положение
Располагалось на территории Бабаюртовского района, на правом берегу канала Шавинский, примыкая с севера к селу Аркаскент.

## История
Образовано как кутан колхозов Цумадинского района на землях отгонного животноводства. Как населённый пункт, зафиксировано в 1989 г.

## Население
| 1989 | 2002 | 2003 | 2004 | 2007 |
| ---- | ---- | ---- | ---- | ---- |
| 36   | ↘0   | →0   | ↗25  | ↗71  |

Национальный состав
Согласно результатам переписи 2002 года, в национальной структуре населения аварцы составляли 100 %.